# Amparo Picó Peris
Maria Amparo Picó Peris (València, 1960) és una política valenciana, regidora per Ciutadans a l'Ajuntament de València.

## Trajectòria política
Començà la seua trajectòria política a Unió Valenciana, sent la número dos en la llista que va encapçalar José María Chiquillo com a candidat a l'Alcaldia de València a les eleccions municipals de 2003. Després de les eleccions va ser assessora d'Unió Valenciana a la Diputació de València.
Al Congrés d'UV de 2005 va ser la candidata a la presidència del partit a la llista on José María Chiquillo era candidat a Secretari General. La seua llista va perdre per 12 vots davant la llista de Joaquín Ballester. Un mes després, Picó i Chiquillo funden Unió de Progrés de la Comunitat Valenciana, escissió d'Unió Valenciana que s'integraria en el PP en 2008.
Va substituir Fernando Piera com a presidenta del Partido Social Demócrata por los Ciudadanos de la Comunidad Valenciana (PSD), i seria la presidenta del Partido Socialdemócrata a nivell espanyol. A les eleccions a les Corts Valencianes de 2011 va encapçalar la llista del Centro Democrático Liberal, partit on el PSD va integrar-se pocs mesos després. També va ser candidata a l'alcaldia de València per esta formació, sense obtenir representació. La seua candidatura va ser investigada pel PELDR, el partit europeu on CDL s'integrava.
A les eleccions municipals de 2015, Amparo Picó va ser la número 3 de la llista de Ciutadans a l'Ajuntament de València. El CDL s'havia integrat poc abans a este partit, que a les eleccions municipals va obtenir 6 regidors.